# BMW R39
La BMW R39 è una motocicletta da strada prodotta dalla casa tedesca BMW dal 1925 al 1927. Fu la prima motocicletta monocilindrica prodotta dalla casa bavarese.

## Storia
Nel 1924 la BMW iniziò lo sviluppo di una nuova motocicletta da 250 cm³. La R39 fu presentata a Berlino nel dicembre dello stesso anno. Ad eccezione del motore, la R39 non differiva significativamente dalla bicilindrica R37, e questo creò problemi di costi. Il prezzo al pubblico della R39 era di 1.870 Reichsmark, tanto che al termine della produzione, nel 1927, ne erano stati costruiti solo 855 esemplari.
La R 39 non ebbe una vera erede. Diversi anni dopo, nel 1931, la BMW presentò una nuova monocilindrica di piccola cilindrata, la R2. Si trattava però di un modello da 200 cm³ e della vocazione prettamente turistica, così come i modelli che sostituirono quest'ultima.

### La R39 nelle competizioni
Nel 1925, anno del debutto sul mercato, con Josef Stelzer alla guida la R39 conquistò la vittoria nella classe 250 del Deutsche Motorrad-Straßenmeisterschaft (campionato nazionale tedesco) organizzato dal DMV.

## Caratteristiche tecniche
La R39 fu progettata, come la più grande R37, pensando soprattutto alle prestazioni. Il motore, un monocilindrico verticale da 247 cm³, aveva misure "quadre". La distribuzione era a valvole in testa mentre l'alimentazione era affidata ad un carburatore BMW Spezial da 20 mm. La potenza erogata, 6,5 CV a 4.500 rpm, era sufficiente a far raggiungere i 100 km/h.